# Hedysarum pestalozzae
Hedysarum pestalozzae — вид квіткових рослин із родини бобових (Fabaceae).

## Біоморфологічна характеристика
Стебла повзучі чи висхідні, 12–30 см, зверху розгалужені. Листки з 4–9 парами від лінійно-еліптичних до довгасто-еліптичних листочків, 7–14 мм завдовжки, зверху притиснуто ворсисті чи майже голі; прилистки ≈ 2 мм. Суцвіття ± нещільні, 6–20-квіткові, подовжені в плодах. Чашечка 4–6 мм, з трикутними зубцями приблизно такої ж довжини, як і трубка. Віночок фіолетовий, іноді з вкрапленнями жовтого кольору. Зав'язь гола чи ворсиста. Квітне у травні — липні.

## Середовище проживання
Ендемік Туреччини.
Населяє скелясті, часто вапняні схили, перелоги в степовій рослинності, 900–1500 метрів.